# 戴高樂號航空母艦

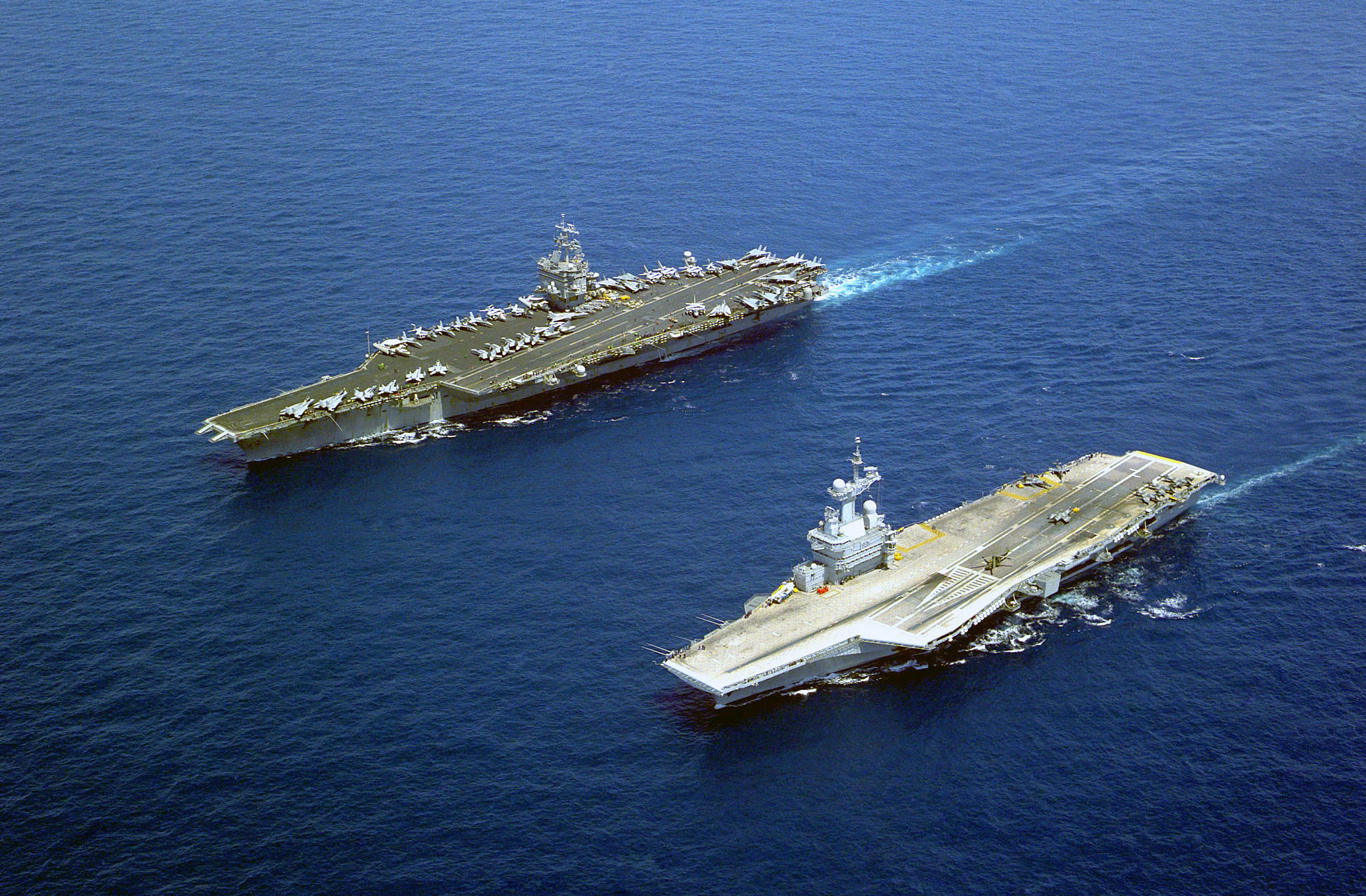
美法兩國各自擁有的第一艘核動力航空母艦並排航行的畫面，左上為美國的企業號，右下為法國的戴高樂號

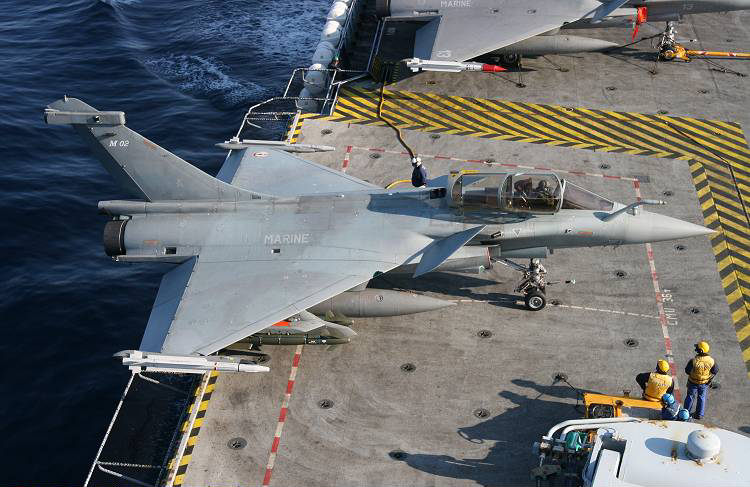
升降機上的疾風戰鬥機

夏爾·戴高樂號航空母艦（法語：Charles de Gaulle R91）是一艘隸屬於法國海軍的核子動力航空母艦，於2001年5月18日正式成軍，是法國史上擁有的第十艘航空母艦，其命名源自於法國前总统夏爾·戴高樂。該艦為法國第一艘核動力航空母艦，及現時唯一一艘不屬於美國海軍的核動力航空母艦。

## 歷史
為了取代兩艘1960年代建造的傳統動力克里孟梭級航空母艦（克里孟梭號和福煦號），法國在1970年代中期開始規劃下一代航空母艦的建造，而戴高樂號的龍骨實際上於1989年4月在法國船舶建造局（Direction des constructions navales，DCN）位於雷斯特的海軍造船廠中安放起建。一開始規劃時，時任法國總統密特朗依照法國海軍旗艦命名傳統，將該艦命名為黎塞留號（Richelieu），以承繼二戰戰艦黎塞留號，1989年實際起造時，時任法國總理、戴高樂主義派（法語：Gaullisme）的席哈克又將其命名為戴高樂號。
由於冷戰的結束和經濟不景氣導致的國家財政困難，原訂1996年服役的戴高樂號工期一再延誤，直到1994年5月才完工下水，就役日程也後延至1999年。由於陸續發現核子反應爐強度不足進行補強，與斜向飛行甲板（angled deck）長度不足無法安全起降美製E-2C鷹眼式空中預警機而在2000年進行甲板延長改造工程將斜向甲板的長度增加4公尺，正式啟用的日程一延再延。

### 2000年代
2001年5月18日，戴高樂號正式就役，比原本預計的就役時間晚了五年，進度延誤造成的損失成為法國財政上的一個巨大黑洞。服役後的戴高樂號成為第473特遣艦隊的核心，是法國對外武力投射的主力工具。同年9月11日911事件發生，為了協助美軍進行持久自由行動進攻阿富汗塔利班政權，戴高樂號與隨行護衛艦隊首度穿過蘇伊士運河進入印度洋，12月9日到達巴基斯坦大城喀拉蚩南方海域。在美軍主導的攻擊行動中，戴高樂號上的艦載機至少進行了140次以上的偵察與轟炸任務，是該艦服役以來第一次參與作戰任務。戴高樂號於2002年3月曾進入新加坡港進行休息補給，7月1日返回母港土倫。

### 2010年代
2011年3月22日，戴高乐号航空母舰两架艦載機起飛對利比亚领空进行侦察。
2015年11月，為了報復伊斯蘭國在法國發動的巴黎恐怖攻擊事件與查理週刊槍擊事件，戴高樂號航母戰鬥群前往波斯灣，以艦載飛機對恐怖組織伊斯蘭國大本營進行空襲行動。

### 2020年代
2020年4月，戴高乐航空母舰上出现嚴重特殊傳染性肺炎，戰力恐受到打擊。截至4月19日，有1081名船员确诊，患病水手已佔所有船員的6成左右。
2024年11月，戴高乐号离开母港土伦，率领法国航母打击群开启“克莱蒙索号”2025年度部署，前往红海和印度太平洋地区。法国航母战斗群包括三艘护卫舰、一艘舰队加油船和一艘核动力攻击潜艇。2025年1月初，舰队抵达印度，和印度海军在印度洋举行了联合演习。随后又在东南亚和南海地区和马来西亚、新加坡、印度尼西亚、澳大利亚和美国海军进行了联合演习。2025年2月8日至18日，戴高乐号在菲律宾海主办了Pacific Steller 2025多航母联合演习，美国海军的卡尔文森号和刚刚改装的日本海上自卫队加贺号轻型航母参加了演习，法国海军参谋长在戴高乐号上会见了美国太平洋舰队司令和日本海上自卫队护航舰队司令。2月21日，戴高乐号停靠苏比克湾。
戴高樂號預計於2038年退役。

## 構造與設計

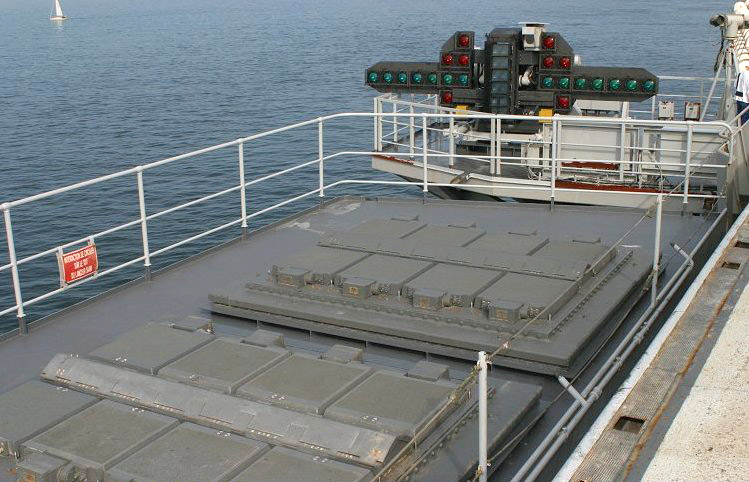
艦上的阿斯特15型防空飛彈，後面是光學輔助降落裝置

戴高樂號使用核子動力，續航力理論上沒有極限。受限於核子反應爐與推進器架構，戴高樂號極速僅有27節，不及前代航艦。極速的減損換來的是其它性能的精進，戴高樂號酬載一般有120噸食糧、3,400噸燃料，食糧的儲備量可以讓航艦維持45天佈署。燃料的儲備則可以讓航艦維持7天、每日100架次的飛機出勤任務。一般海外佈署時戴高樂號會有一艘油輪伴隨，每週進行一次燃料補給。據法國軍方統計，戴高樂號航艦戰鬥群從土倫出發，在22節航速下經蘇伊士運河僅需8天即可到荷姆茲海峽，22天可抵達好望角。對政治干預力主要在非洲與中東的法國來說，戴高樂號作為實力投射的工具非常顯赫，在伊莉莎白女王級航空母艦服役前，這等戰力在歐洲國家間也是獨一無二。

### 動力輪機
戴高樂號的動力核心為2座K15壓水式核子反應爐，艦上將它們暱稱為Adyton和Xena。反應爐重900噸，直徑10公尺、高10公尺，反應爐產生的蒸汽各自連接一座蒸汽渦輪發動機，每座動力機組有55位士官兵監控。由於K15反應爐大量與民用核子反應爐的設計共用，它的低濃度燃料棒可用年限僅有7年半，這使得戴高樂號與美國的核子動力航艦相比，服役期間入塢更換燃料棒的週期與工時較為繁重。
兩座核子反應爐產生的蒸汽可以讓船艦在4分鐘從0節加速到20節，7分鐘加速到27節，雖然在極速上不如傳統航艦的32節，但是節省的艦體容積轉用給航空燃料與彈藥，使得戴高樂的補給週期從3天延長到7天，降低勤務艦隊的壓力。戴高樂號的油艙也設計可挪用裝載1,000噸艦用燃料，在必要、時提供護航艦艇燃料補給。

### 人員後勤設備
戴高樂號的糧倉空間為1,000立方公尺，可儲存315公噸食糧，儲糧量可以提供航艦45天食用。按照統計，戴高樂號航艦每天消耗的儲糧包括新鮮蔬菜500公斤、水果400公斤、肉類600公斤、麵粉500公斤。
醫療空間為620立方公尺，醫務室與飛行甲板間設置有直通電梯，節省醫療救援時的時效。醫務室最低編制會有2名醫師、8名護理師、2位行政人員執行24小時輪班作業。若長時間佈署時，一般會編制1位航空醫學專業醫生、2位外科醫生、1位牙醫、1位麻醉科醫生、1位麻醉護理師、2位護理師、1位實驗室檢測技術人員、1位操作人體掃描安檢儀的放射科作業人員、1位物理治療師。以及若干的護理與行政支援人力。

### 航空設備
戴高樂號的飛行甲板面積12,000平方公尺、機庫容積4,600平方公尺，機庫長138公尺、寬29公尺、高6公尺。位於側舷的升降機長21公尺、寬12公尺，最大承載重量36公噸，可以一次將2架戰機從機庫送往飛行甲板。戴高樂號配備比前代更長的C 13-3蒸氣彈射器，因此飛機操作的彈性上並未因極速問題而減損。戴高樂號只配備兩具C-13-3蒸氣彈射器，該彈射器為美國超級航空母艦上配備的C-13彈射器之衍生型，每30秒可以進行一次戰機彈射，但遷就戴高樂號的規格，將彈射器長度縮減為75公尺。建造時為了遷就法國艦艇建造局布雷斯特工廠的規格，戴高樂號的飛行甲板空間動線不足，蒸氣彈射器有一部分位置與降落的斜向甲板重疊，因此戴高樂號雖然為現代化航艦設計，但是受安全規範限制，仍不能同時執行飛機起降作業。
彈藥庫容積4,900立方公尺，較克里蒙梭級的3,000立方公尺大幅擴張，彈藥庫可放置彈藥約為600公噸。

### 艦載機
承襲克里蒙梭級的設計哲學，戴高樂號的艦載機設計搭載量大致維持在40架，但戴高樂號的行政編制並沒有納入艦載戰鬥機部隊，因此具體編制取決於佈署部隊而定，按照法國海軍航空隊的當前編制，戴高樂一般攜帶的艦載機包括：
- 30-36架疾風式戰鬥機。目前配備疾風式的戰鬥機單位包括第11、12、17海軍航空隊，如果派遣2個中隊時為30架，3個中隊時為36架。
- 2架美製的E-2空中預警機。編制在第4海軍航空隊
- 1架歐直AS365海豚直升機。編制在第35海軍航空隊。負責全天候搜索與救援，與行政聯絡機任務。
- 1架AS565直升機（英语：Eurocopter AS565 Panther）。編制在第35海軍航空隊。支援AS365的任務外，也負責對海搜索。
- 若干通用直升機，視任務情況調派。

在疾風戰鬥機全面替換超級軍旗攻擊機之前，戴高樂號因為後勤支援庫儲以及新機換裝進度問題，因此無法同時運用3個艦載戰鬥機中隊。長時間是維持1個疾風戰鬥機中隊（11架）與超級軍旗中隊（9架）的運作方式。到2016年超級軍旗全面退役後，2017年入塢整修期間，戴高樂號拆除原先超級軍旗使用的相關後勤支援設備，恢復戴高樂號的機庫可用空間，使原計畫的3中隊編制得以實踐。
戴高樂號的航空出勤能力設計上限是維持7日、每日100架次的投射能力。以20-24架戰機輪調、每4小時一波次的循環執行任務。
戴高樂號配備有先進的電子設備與法國新銳的阿斯特15型防空飛彈（Aster 15）與薩德哈爾（SADRAL）輕型短程防空飛彈系統，使得整體的攻擊能力遠超過去法國的幾艘航艦。

## 後續發展
傳統上法國海軍採取同時擁有兩艘航空母艦的編制，以確保其中一艘進廠維修時還有一艘可以值勤。除了目前的戴高樂號外，法國海軍仍然需要建造另一艘航空母艦，才能完成理想編制。
由於戴高樂號的建造過份昂貴，法國政府並沒有打算興建另一艘同級艦，加上近年歐洲逐漸在政經軍事方面趨向統合，與其他國家採取相同標準以節省建造成本已是主流趨勢，下一艘法國航艦有可能與英國合作建造。
雖然法國方面較偏好使用核子動力來驅動船隻，但考量到英國皇家海軍的低建造成本要求，2004年時任法國總統席哈克曾正式公佈，法國下一艘航空母艦將會重新使用傳統動力系統，並考慮以燃氣渦輪引擎作為動力。
法國因為歐洲金融風暴以及軍事合作等諸多問題，最終於2013年的國安白皮書中宣佈放棄第二艘航艦的建造。

## 外部連結
- （法文） Charles de Gaulle aircraft carrier （页面存档备份，存于） at Alabordache.fr
- （法文） Porte-avions nucléaire Charles de Gaulle, netmarine.net
- （英文） Aircraft Carrier Charles de Gaulle, netmarine.net